# Марсаль, Катрин
Катрин Марсаль (фр. Catherine Marsal, род. 20 января 1971, Мец) — французская шоссейная и трековая велогонщица международного класса. Она является четырёхкратной чемпионкой мира, шестикратной чемпионкой Франции, а в 1995 году побила мировой часовой рекорд. За свою карьеру она завоевала восемь медалей чемпионата мира.
Катрин Марсаль также одержала победы в гонках «Джиро Донне», «Тур де л'Од феминин», «Тур Финистера», «Постджиро» и других. В 1990-х годах она доминировала в шоссейном велоспорте вместе со своей соотечественницей, Жанни Лонго.

## Карьера
Катрин Марсаль начала заниматься велоспортом в возрасте восьми лет. Она была первой девочкой в семье, где уже было пять старших братьев, у неё есть ещё младшие брат и сестра. Она выбрала велоспорт, чтобы показать, на что способна девушка. В 1985 году она выиграла свой первый национальный титул в возрасте 13 лет. В 1987 году, в возрасте 16 лет, она стала чемпионкой мира среди юниоров в шоссейной гонке в Бергамо. В следующем году на треке она стала чемпионкой мира в гонке преследования среди юниоров.
В возрасте 17 лет она впервые была отобрана в олимпийскую сборную Франции. С тех пор она представляла свою страну на четырёх летних Олимпийских играх: 1988, 1992, 1996 и 2000 годов.
В 1989 году она провела свой первый элитный чемпионат мира. Будучи ещё юниоркой, она заняла второе место после Жанни Лонго.
Сезон 1990 года стал годом Катрин Марсаль. В этом сезоне она выиграла практически все гонки, которые попадались на её пути. Она выиграла самые престижные многодневки: Тур Техаса, Тур де л'Од феминин, Женский Тур Италии, Постджиро и Женский Тур ЕЭС (предшественник Тур де Франс среди женщин). Она также впервые стала чемпионкой Франции в групповой гонке. В Уцуномии (Япония), она завоевала титул чемпионки мира в возрасте 19 лет, пополнив свою коллекцию побед.
В следующем году на высший уровень вышла голландка Леонтин ван Морсел, а результаты Катрин Марсель упали, в частности, из-за анорексии.
Во время эстафеты олимпийского огня зимних Олимпийских игр 1992 года она была выбрана первым спортсменом для встречи в аэропорту Шарль-де-Голль факела весом 1,5 кг, прибывшего из Олимпии (Греция).
В 1995 году Катрин Марсаль решила побороть часовой рекорд, который тогда принадлежал Жанни Лонго с результатом 46,352 км. Она прошла подготовку в Йере у Даниэля Морелона. Её попытка состоялась 29 апреля 1995 года на велодроме в Бордо. Она побила рекорд, проехав 47,112 км. Однако 17 июня 1995 года она была побита Ивонн МакГрегор.
В 1996 году, незадолго до Олимпийских игр, у неё были диагностированы серьёзные проблемы с минерализацией костной ткани.
В 1999 году ей было отказано в участии в чемпионате Франции по шоссейным гонкам после того, как накануне она пропустила внеплановый анализ крови.
В целом, Катрин Марсаль является четырёхкратной чемпионкой мира, девятикратной чемпионкой Франции по шоссейным и трековым гонкам и участвовала в четырёх Олимпийских играх. За свою карьеру она одержала 150 побед и одиннадцать раз занимала подиумные места в чемпионатах мира по трековому и шоссейному велоспорту. Катрин Марсаль была профессионалом до 2004 года. После окончания карьеры она была директором спортивного центра Maersk Fitness-Previa Sundhed в Дании. Она живёт в Копенгагене, где изучала диетологию в университете.
Марсаль закончила спортивную карьеру в 2005 году, когда она была принята в команду Team SATS Cycling на должность спортивного директора. Команда вышла в лидеры рейтинга UCI. В апреле 2015 года была принята на работу в Велоспортивный союз Дании в качестве тренера национальной датской женской команды по велоспорту. Под её руководством Амали Дидериксен стала чемпионкой мира в 2016 году. 
Она также была тренером женской сборной Дании, выступавшей на Олимпийских играх 2020 года в Токио.
В настоящее время Марсаль работает спортивным директором женской континентальной команды UCI Ciclotel.

### Статистика выступления наГранд-турах
| Гонка / Год          | 1990           | 1991           | 1992 | 1993 | 1994           | 1995           | 1996           | 1997           | 1998           | 1999           | 2000           | 2001           | 2002           | 2003           | 2004           |
| -------------------- | -------------- | -------------- | ---- | ---- | -------------- | -------------- | -------------- | -------------- | -------------- | -------------- | -------------- | -------------- | -------------- | -------------- | -------------- |
| Женский Тур де Франс | 1              | 4              | 5    | 4    | не проводилась | не проводилась | не проводилась | не проводилась | не проводилась | не проводилась | не проводилась | не проводилась | не проводилась | не проводилась | не проводилась |
| Гранд Букль феминин  | не проводилась | не проводилась | 5    | 9    | 4              | 12             | 19             | 30             | 33             | 12             | 40             | —              | DNF            | —              | —              |
| Тур де л'Од феминин  | 1              | 2              | 5    | 17   | 1              | 7              | 3              | 6              | 3              | —              | —              | 43             | 39             | —              | 60             |
| Джиро д’Италия Донне | 1              | —              | —    | —    | —              | —              | —              | 23             | 22             | —              | 29             | —              | —              | —              | 90             |

### Рейтинги
| Год               | 1998 | 1999 |
| ----------------- | ---- | ---- |
| Мировой кубок UCI | 8-й  | 10-й |
|                   |      |      |
| Источник: UCI     |      |      |

## Личная жизнь
Марсаль живёт в Копенгагене. Она совершила каминг-аут после завершения карьеры и находится замужем за датчанкой Стин. В 2013 году с помощью медикаментозной репродукции у них родился сын.

## Достижения

### Шоссе

#### По годам
1985
 Чемпионат Франции — групповая гонка U19
1986
 Чемпионат Франции — групповая гонка U19
1987
 Чемпионат мира среди юниоров — групповая гонка U19
1988
 Чемпионат Франции — групповая гонка U19
Тур Финистера
Генеральная классификация
2-й и 4-й этапы
Тур по территории Бельфора
Генеральная классификация
1-й, 2-й и 3-й этапы
2-я на Этуаль Вогезов
10-я на Олимпийские игры — индивидуальная гонка
1989
Тур Техаса
Тур Финистера
Генеральная классификация
1-й, 4-й и 5-й этапы
Трасса де Винь
Генеральная классификация
1-й этап
Тур дю Кантон де Перро
Генеральная классификация
1-й этап
 Чемпионат мира — индивидуальная гонка
 Чемпионат мира — командная гонка (с Валери Симонне, Сесиль Оден и Натали Канте)
1990
 Чемпионат мира — индивидуальная гонка
 Чемпионат Франции — групповая гонка
Тур Техаса
Генеральная классификация
4-й этап
Тур де л'Од феминин
Генеральная классификация
2-й, 6-й и 8-й этапы
Постджиро
Генеральная классификация
7-й этап
Джиро Донне
Генеральная классификация
2-й и 4-й этапы
Женский Тур ЕЭС
Генеральная классификация
2-й и 8-й (ITT) этапы
2-я на Этуаль Вогезов
1991
 Чемпионат мира — командная гонка (c Марион Клинье, Натали Жендрон и Сесиль Оден)
Этуаль Вогезов
4-й этап Тур де ла Дром
1-й этап Canadian Tire Classic
1-й и 2-й (ITT) этапы Ronde des Cigognes
4-й этап Drei Tage van Pattensen
2-я на Тур де л'Од феминин
2-я на Тур де ла Дром
2-я на Три дня Паттенсена
3-я на Canadian Tire Classic
1992
 Чемпионат мира — командная гонка (вместе с Коринн Ле Галь, Жанни Лонго и Сесиль Оден).
2-я на Туре дю Кантон де Перро
3-я на Coppa delle Nazioni (TTT)
1993
Гран-при Взаимопомощи Верхней Гаронны
Генеральная классификация
1-й и 4-й этапы
10-й этап Гранд Букль феминин
2-я на Чемпионат Франции — групповая гонка
2-я на Туре по территории Бельфора
1994
Тур де л'Од феминин
Генеральная классификация
8-й этап
Тур Финистера
2-я в генеральной классификации
Пролог, 1-й и 4-й этапы
3-я на Чемпионат Франции — групповая гонка
1995
8-й этап Тур де л'Од феминин
7-й этап Гранд Букль феминин
 Чемпионат мира — групповая гонка
2-я на Чемпионат Франции — групповая гонка
2-я на Чемпионат Франции — индивидуальная гонка
7-я на Чемпионат мира — индивидуальная гонка
1996
 Чемпионат Франции — групповая гонка
Ronde d'Aquitaine
Генеральная классификация
1-й и 2-й (ITT) этапы
Тур де л'Од феминин
3-я в генеральной классификации
5-й этап
8-й этап Гранд Букль феминин
 Чемпионат мира — индивидуальная гонка
10-е в Чемпионат мира — групповая гонка
1997
 Чемпионат Франции — индивидуальная гонка
Гран-при Клермонтуа
Генеральная классификация
1-й и 2-й этапы
Гран-при Взаимопомощи Верхней Гаронны
Генеральная классификация
2-й этап (ITT)
- 7-й этап Джиро Донне
- 2-я на Чемпионат Фландрии
- 2-я на Трофи Интернешнл
- Чемпионат мира — групповая гонка[англ.]
- 3-я на Чемпионат Франции — групповая гонка
- 6-я на Чемпионат мира — индивидуальная гонка[фр.]

1998
Этуаль
Тур де л'Од феминин
3-я в генеральной классификации
4-й и 8-й этапы
2-я на Трофи Интернешнл
2-я на Трофео Коста Этруска I
3-я на Флеш Валонь Фемм
9-я на Монреаль Ворлд Кап
15-я на Чемпионат мира — индивидуальная гонка
16-я на Чемпионат мира — групповая гонка
1999
4-й этап Гран-при Взаимопомощи Верхней Гаронны
2-я на Чемпионат Франции — групповая гонка
2-я на Трофео Коста Этруска I
3-я на Новилон Еурегио Кап
3-я на Гран-при Кастеназо
4-я на Примавера Роза
5-я на Монреаль Ворлд Кап
5-я на Трофи Интернешнл
2000
2-я на Чемпионат Франции — групповая гонка
2-я на Петли Нонтронне
2001
2-й этап Вуэльта де Бисби
3-я на Чемпионат Франции — групповая гонка
2-я на Петли Нонтронне
3-я на Гран-при Наций
2002
1-й этап Вуэльта Кастилии и Леона
3-й этап Тур де лОд феминин
2003
10-я на Тур Роттердама
2004
3-я на Гран-при Наций

#### Рейтинги
| Год                                     | 1997 | 1998 | 1999 | 2000 | 2001 | 2002 | 2003 | 2004 |
| Женский мировой шоссейный календарь UCI | 6    | 5    | 27   | 81   | 88   | 57   | 103  | 91   |
| Женский мировой шоссейный кубок UCI     | -    | 8    | 10   | 50   | -    | 79   | 49   | 68   |

### Трек
1987
 Чемпионат мира среди юниоров — гонка преследования
1988
 Чемпионат мира среди юниоров — ?
3-я на Чемпионат Франции — гонка по очкам
1989
2-я на Чемпионат Франции — гонка преследования
1995
этап Кубка мира в Афинах — гонка преследования
этап Кубка мира в Афинах — гонки по очкам
2-я на Чемпионат Франции — гонка преследования
2-я на Чемпионат Франции — гонка по очкам
6-я на Чемпионате мира — гонка преследования
1996
3-я на Чемпионат Франции — гонка преследования
3-я на Чемпионат Франции — гонка по очкам
1997
 Чемпионат Франции — гонка по очкам
 Чемпионат Франции — гонка преследования
1999
 Чемпионат Франции — гонка по очкам

## Рекорды
- Часовой рекорд езды: 47,112 км на велодроме в Бордо[англ.], 29 апреля 1995 года.

## Награды
- 1988: 3-е место в «Trèfle d’Or» по версии газеты Le Républicain Lorrain[англ.] (трофей, вручаемый лучшим лотарингским спортсменам года).

### Комментарии
1. ↑  Она по-прежнему являлась кадетом, но ей было разрешено участвовать в гонках с юниорами